# Marco Mangold
Marco Mangold (sinh ngày 7 tháng 4 năm 1987) là một tiền vệ bóng đá Thụy Sĩ hiện tại thi đấu cho SC Kriens.

## Sự nghiệp
Vào tháng 7 năm 2014, anh gia nhập FC Thun từ FC Schaffhausen.